# Cratere Halley (Luna)
Halley è un cratere lunare di 34,59 km situato nella parte sud-orientale della faccia visibile della Luna.
Il cratere è dedicato all'astronomo britannico Edmond Halley.

## Crateri correlati
Alcuni crateri minori situati in prossimità di Halley sono convenzionalmente identificati, sulle mappe lunari, attraverso una lettera associata al nome.
| Halley | Coordinate          | Diametro (in km) |
| ------ | ------------------- | ---------------- |
| B      | 8°28′48″S 4°27′00″E | 5,45             |
| C      | 9°52′48″S 6°37′48″E | 4,7              |
| G      | 9°09′36″S 5°30′36″E | 5,04             |
| K      | 8°34′12″S 5°49′12″E | 4,45             |